# Realmonte
Realmonte (Muntiriali trong tiếng Sicilia) là một đô thị của tỉnh Agrigento ở vùng Sicilia, có vị trí cách khoảng 90 km về phía nam của Palermo và khoảng 10 km về phía tây của Agrigento. Vào thời điểm ngày 31 tháng 12 năm 2004, đô thị này có dân số 4.528 người và diện tích là 20,4 km².
Realmonte giáp các đô thị sau: Agrigento, Porto Empedocle, Siculiana.